# Городская дума Ижевска
Городская дума Ижевска — представительный орган муниципального образования «Город Ижевск», столицы Удмуртской Республики. Состоит из 35 депутатов, избираемых гражданами на муниципальных выборах на срок 5 лет по смешанной избирательной системе. Статус и полномочия Думы определяются Уставом города Ижевска.
Располагается в здании администрации Ижевска на Пушкинской улице.

## Полномочия
Городская дума Ижевска принимает планы и программы развития муниципального образования «город Ижевск», утверждает бюджет города и отчет о его исполнении. Осуществляет контроль над исполнением органами местного самоуправления и должностными лицами местного самоуправления муниципального образования «город Ижевск» полномочий по решению вопросов местного значения.
Кроме того, Дума принимает решения о вступлении муниципального образования «город Ижевск» в ассоциации (союзы) муниципальных образований, о вступлении Городской думы в объединения представительных органов муниципальных образований. Утверждает договоры (соглашения) о сотрудничестве в рамках внешнеэкономической деятельности и побратимских связей. Определяет порядок образования и использования целевых бюджетных фондов. Утверждает генеральный план развития муниципального образования «город Ижевск», порядок установления размера платы за жилые помещения, регулирования тарифов на товары и услуги организаций коммунального комплекса, надбавок к ценам (тарифам) для потребителей.
Городская дума, в соответствии с действующим законодательством, обладает правом законодательной инициативы в Государственном Совете Удмуртской Республики.

## Председатель городской думы
Председатель Городской думы до шестого созыва являлся главой муниципального образования «Город Ижевск», т.е. Главой города. До третьего созыва председатель одновременно являлся и Главой администрации города.
С 8 октября 2020 года пост председателя Городской думы Ижевска занимает Губаев Фарит Ильдусович.

### Список председателей думы
| Созыв | Председатель                   | Период руководства                 |
| ----- | ------------------------------ | ---------------------------------- |
| I     | Анатолий Иванович Салтыков     | 22 апреля 1994 — 10 апреля 1998    |
| II    | Анатолий Иванович Салтыков     | 6 мая 1998 — 28 марта 2002         |
| III   | Суркин Валерий Сергеевич       | 29 апреля 2002 — 14 сентября 2005  |
| IV    | Виктор Васильевич Балакин      | 27 октября 2005 — 21 сентября 2010 |
| V     | Александр Александрович Ушаков | 29 октября 2010 — 8 октября 2015   |
| VI    | Гарин Олег Владимирович        | 8 октября 2015 — 8 октября 2020    |
| VII   | Губаев Фарит Ильдусович        | 8 октября 2020 — наст. вр.         |